# Georg Johnsson
Ernst Georg Johnsson, känd under smeknamnet "Enskede-Johnsson", född 2 mars 1902 i Brunflo församling, död 31 maj 1960 i Enskede församling, var en svensk tävlingscyklist. Han var 1925–1930 en av Sveriges bästa långdistanscyklister.
Johnsson, som började tävla i Östersund, tävlade 1924–1932 för IFK Enskede och tillhörde sedan 1933 Hammarby IF. Han vann 1925 svenska mästerskapet 10 mil samt 1928, 1929 och 1931 Mälaren runt. Hans tid 1928, 10 timmar 1 minut 21,9 sekunder, var den bästa, som nåddes under den tid loppet åktes med individuell start. Bland hans övriga segrar kan nämnas de i Osloloppet 1927 och Mälarloppet 1929, då han besegrade Danmarks, Frankrikes och Englands bästa amatörcyklister. I sexdagarsloppen, i vilka han utkämpade hårda strider med Henry Hansen, blev han tvåa 1926, 1927 och 1929 samt trea 1928. Han deltog i Olympiska sommarspelen 1928 i Amsterdam, där han blev bronsmedaljör. Hans styrka i etapploppen var blixtsnabba ryck, och även som spurtryttare var han av hög klass. Som etapploppsspecialist var han en av de bästa Sverige dittills haft. Han var även god skidlöpare och vann bland annat Stockholms distriktsmästerskap på 18 km 1926.
Johnson drev även Enskede-Johnssons Cykel- & Sportaffär på Surbrunnsgatan 56 i Stockholm.